# Hallberg-Rassy 24
Die Hallberg-Rassy 24 (HR24) oder Misil II ist eine kleine Segelyacht für das Fahrtensegeln auf dem Meer oder in Binnenrevieren, die von der Werft Hallberg-Rassy auf Orust in Schweden gebaut wurde. Konstruiert wurde sie von Olle Enderlein als Modifikation seiner ursprünglichen Misil von 1967. Die erste Misil II wurde 1972 ausgeliefert und während der folgenden fünf Produktionsjahre bis 1977 in insgesamt 596 Einheiten gebaut.

## Geschichte und Konstruktion
Die HR24 ist die kleinste Yacht von Hallberg-Rassy. Ihre Konstruktion mit den zahlreichen Holzdetails galt zu ihrer Zeit als optisch ansprechend und qualitativ hochwertig. Die Segeleigenschaften werden als ruhig und stabil beschrieben. Für ein Familienschiff segelt sie mäßig schnell. Dabei hat sie auch ihre Eignung für das Blauwassersegeln bewiesen.

### Misil und Misil II

Olle Enderleins Originalzeichnung für die Misil II

Die Misil II – wie die HR24 ursprünglich hieß – wurde auf Harry Hallbergs Werft in Ellös bereits gebaut, bevor diese von Christoph Rassy übernommen wurde. Die „II“ im Namen bezieht sich darauf, dass das Modell auf Olle Enderleins Misil beruht, die zwischen 1964 und 1972 in 120 Exemplaren auf der Hallberg-Werft gebaut wurde. Während die Misil I eine Kajüte aus Mahagoni besaß – und die ersten 12 Boote sogar einen Rumpf in Mahagoni hatten –, konstruierte Enderlein die Misil II komplett in GFK.
Diese Konstruktion war die erste in einer Serie von vier Yachten, denen Enderlein Namen mit Mis- gab: Misil, Mistress, Mistral und Mistinguette.

### Beschreibung
Bei den ersten etwa 200 Baunummern der HR24 bis 1974 sitzt die Ruderpinne, so wie bei der Vorgängervariante Misil I, weiter vorne in der selbstlenzenden Plicht, und die Großschot ist im Rücken des Steuermanns befestigt. Später wurde der Winkel des Ruderschafts verändert und die Verbindung zur Pinne konnte hinter das Setzbord der Plicht versetzt werden. Die Großschot ist seitdem an einem kurzen Traveller in der Mitte der Plicht befestigt.
Das Rigg der Slup hat eine Topptakelung mit zwei Paar Wanten, Achterstag und Babystag. Der ziemlich lange Flossenkiel mit dem in die tiefe Bilge eingegossenem Stahl (am Anfang der Baureihe noch Blei) hat relativ wenig Tiefgang. Das Ruder ist an einem Skeg befestigt. Die meisten HR24 wurden für den Betrieb mit einem Außenbordmotor verkauft, aber einige Exemplare wurden auch mit Innenbordmotor von Volvo Penta mit 7,5 PS ausgeliefert.
Die Inneneinrichtung der Kajüte ist in Mahagoni gebaut. Es gibt zwei Schlafplätze in der Vorpiek. Zwei weitere Personen können auf den beiden Sitzbänken im Salon schlafen, wobei die Rückenlehnen auf die vordere Seite gesteckt werden können, um bei Krängung als Leesegel für die Kojen zu dienen. Eine quergestellte Pantry mit Trinkwasserpumpe und Kocher befindet sich unter dem Niedergang. Es gibt viele Schubladen, Fächer und Ablagen sowie weiteren Stauraum unter den Kojen und Bodenbrettern.
Seit der neuen Version mit versetzter Pinne konnte die HR24 auch in einer preiswerteren Version nur mit dem Kasko und mitgelieferten Bausatz für den Selbstausbau gekauft werden. Das erhöhte die Verkaufszahlen nach 1974. Nachdem die Konkurrenz stark zunahm, wurde das Modell im Herbst 1977 durch die Hallberg-Rassy 26 ersetzt.

## Auszeichnung

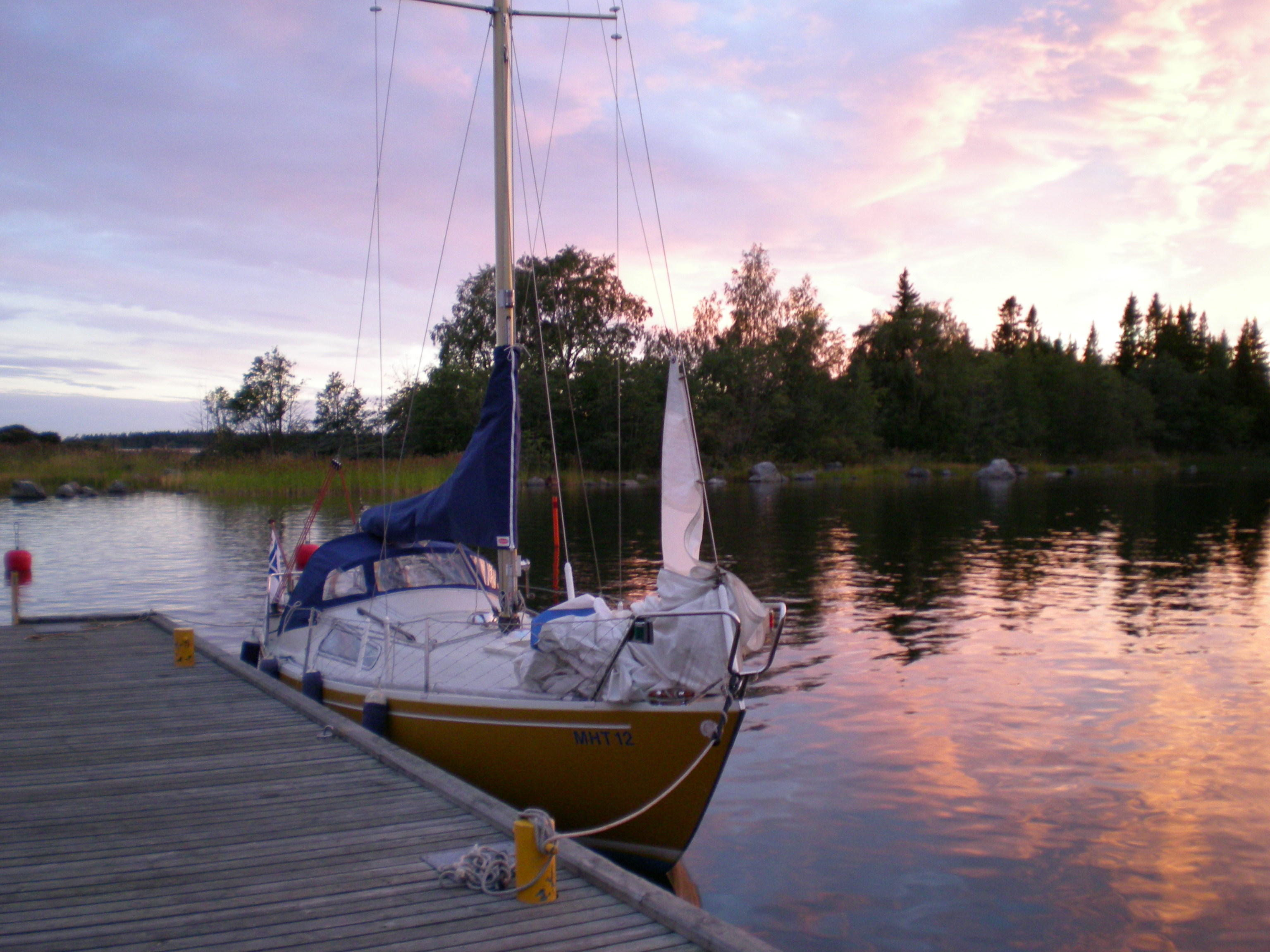
HR 24 Baunummer 458

Im Jahr ihrer Markteinführung 1972 gewann die Misil II den Preis „Boot des Jahres“ (Årets båt) der schwedischen Zeitschrift Båtnytt. Aus der Motivation für den Preis:

„Ein robustes Familienboot mit guten Segeleigenschaften und funktioneller Einrichtung.“